# Protovestiário
Protovestiário (em grego: πρωτοβεστιάριος; romaniz.: protovestiarios; "Primeiro vestiário") foi uma alta posição na corte bizantina, originalmente reservada para eunucos. No final do período bizantino (séculos XII-XV), denotava o oficial sênior das finanças, e também foi adotado pelos estados sérvios medievais. Através da derivação deste título, originou o título ocidental vestarário.

## Império Bizantino

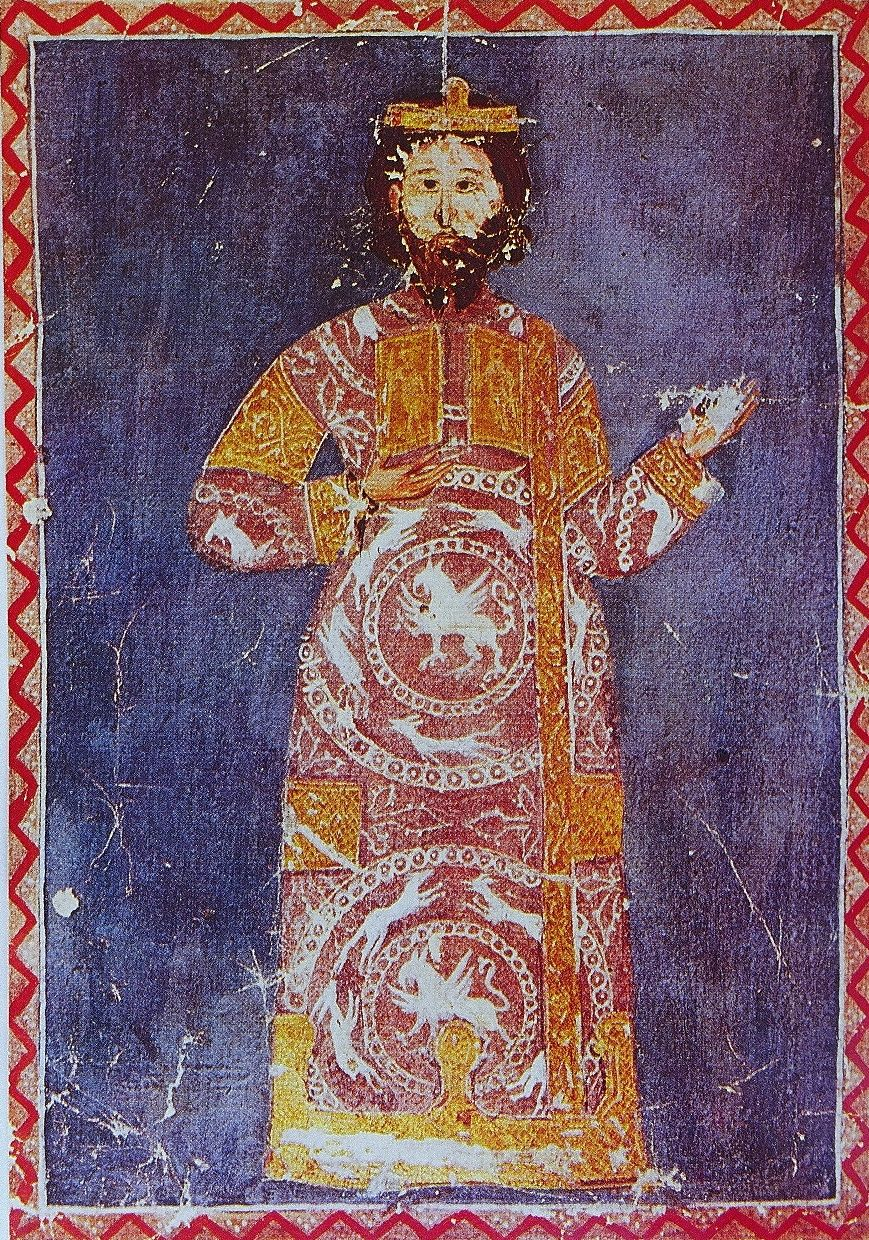
Imperador, um dos protovestiários.

O título foi primeiramente atestado em 412 como conde das vestes sagradas (comes sacrae vestis), um oficial encarregado do "guarda-roupa sagrado" dos imperadores bizantinos (em latim: sacra vestis), vindo sob o prepósito do cubículo sagrado. Em grego, o termo usado foi vestiário privado (em grego: οἰκειακόν βεστιάριον; romaniz.: oikeiakon vestiarion; lit. "guarda-roupa privado"), e por este nome permaneceu conhecido a partir do século VII. Como tal, o ofício foi distinguido do vestiário imperial (vestiarion basilikon), o departamento financeiro do império que foi confiado a um funcionário do Estado, o cartulário do vestiário. O guarda-roupa privado também incluía parte do tesouro privado do imperador bizantino, e foi controlado por uma extensa equipe.
Consequentemente, os detentores deste ofício ficaram em segundo lugar na hierarquia cortesã bizantina, apenas abaixo do paracemomeno, sendo eles auxiliares deste último. Nos séculos IX-XI, protovestiários foram nomeados como generais e embaixadores. No século XI, o título elevou-se ainda mais em importância, eclipsando o curopalata; transformou-se em um título honorário, e começou a ser dado a não-eunucos, incluindo membros da família imperial. Como tal, o título sobreviveu até o período paleólogo, e seus titulares incluíam altos ministros e futuros imperadores bizantinos.
O equivalente feminino foi protovestiária (em grego: πρωτοβεστιαρία), a chefe dos funcionários da imperatriz bizantina. Protovestiários também são atestados entre os cidadãos privados, casos em que mais de uma vez o título refere-se a seus chefes dos servos ou tesoureiros.

## Na Sérvia

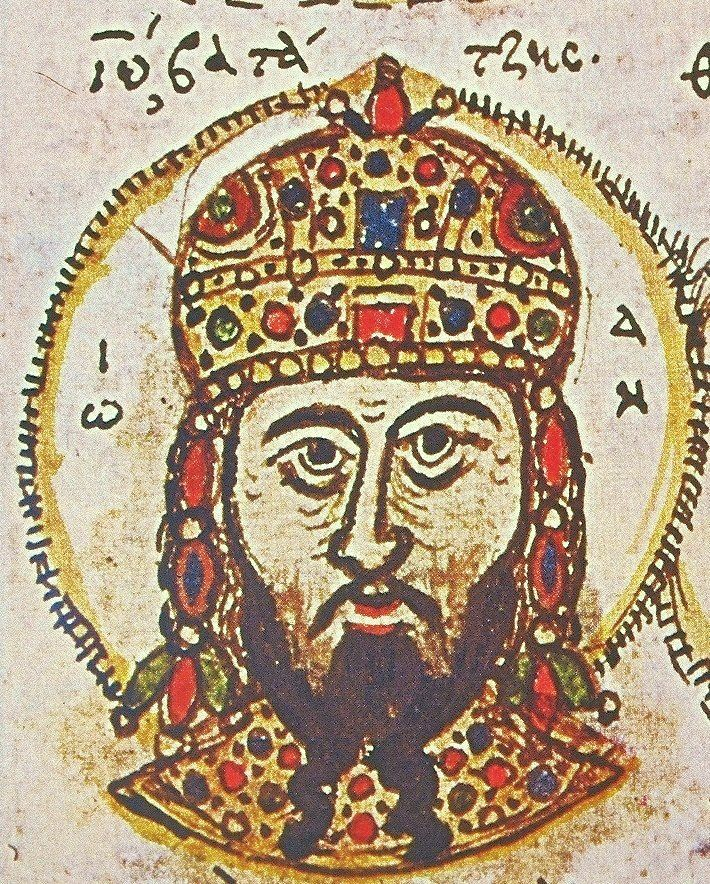
Iluminura de

O título foi também usado em Estados sérvios medievais (em sérvio: протовестијар/протовистијар; romaniz.: protovestijar; arcaico: протовистіар) e também implicou responsabilidades fiscais, sendo o equivalente ao "ministro de finanças". Segundo o estudioso John V. A. Fine, "O chefe financeiro responsável pela tesouraria do Estado e sua renda foi o protovestiário. Esta posição foi regularmente ostentada por um comerciante de Cátaro que entendia gestão financeira e contabilidade. O protovestiário e logóteta eram usados como diplomatas, de modo que os protovestiários eram particularmente enviados ao Ocidente, pois como cidadãos de Cátaro sabiam italiano e latim."
O título foi mencionado durante o reinado do rei Estêvão Uresis I (r. 1243–1276). Estêvão Uresis IV (r. 1331–1355), quando coroado imperador, nomeou Comornique Nicolau Buća de Cátaro como protovestiário. O poder do protovestiário é melhor testemunhado pelo provérbio derivado de Nicolau Buća: "Car da – al Buća ne da" ("O imperador dá, mas Buća não"). A família Buća produziu vários protovestiários, incluindo o sobrinho de Nicolau, Trifun Mihajlov Buća (fl. 1357), um das pessoas mais importantes de seu tempo, que serviu ao sucessor de Estêvão, Estêvão Uresis V (r. 1355–1371).
Tordácato I (bano da Bósnia 1353-1377; rei 1377-1391) acrescentou em sua corte os títulos logóteta e protovestiário com base no modelo sérvio após coroar-se rei. O primeiro protovestiário de Tordácato foi um habitante de Ragusa, capedano (kapedan) Ratko, elevado em 1378. Balša II (Senhor de Zeta 1378-1385) acrescentou o ofício a sua corte depois de tomar Dirráquio na primavera de 1385, nomeando Filipe Bareli.

## Protovestiários notáveis
- Teodósio
- Miguel
- Filocala
- Constantino Leicuda
- Andrônico Ducas
- Aleixo Raul
- Jorge Muzalon
- Aleixo V Ducas
- João III Ducas Vatatzes
- João Raul Petralifa
- Miguel Tarcaniota